# Juno Februata
Juno Februata, también Februa, Februtis, Februlis, Februta o Februalis es la diosa romana de la purificación y la fertilidad. Era un aspecto de la gran diosa Juno (equivalente a la griega Hera), particularmente adorada y con celebraciones festivas en su honor en la segunda mitad del mes de febrero. 
Februata proviene de la palabra latina februa que significa "purificación religiosa" y de ahí también febrero, el mes de la purificación, como escribió Ovidio:

"Los Padres de Roma lo llamaron purificación, februa...Nuestros antepasados creían que todo pecado y causa del mal podría ser borrado por los ritos de purificación.").

## Fiestas
En febrero eran numerosas las fiestas relacionadas con esa purificación o limpieza por ser el último mes del año en su calendario, por lo que se consideraba un momento apropiado para deshacerse de todo lo malo, sucio o impuro para entrar con buen pie en el nuevo año. Así se celebraban importantes fiestas, como las Lupercales, Parentales o las Terminalias, además de las propiamente dedicadas a ella 
Las referencias a las fiestas dedicadas a Juno Februata son escasas, y gran parte de la información obtenida es objeto de amplio debate. Parece que estaría relacionada con Juno Lucina, un aspecto de Juno como diosa del parto, la vista y la luz, la primera luz que ve un niño al nacer.
La primera mención es la de Arnobio, un primitivo escritor cristiano primitivo alrededor del año 300 que ataca a la religión pagana en comparación con el cristianismo.
Fue Alban Butler, un sacerdote católico y hagiógrafo del siglo XVIII cuando en su célebre obra Butler's Lives of Saints (La vida de los Santos de Butler) describe un aspecto de las Lupercales como una fiesta de 'Juno Februata', en un intento por explicar por qué el Día de San Valentín tiene relación con los amantes, probablemente por un malentendido o mala interpretación de dies februata o "día de purificación". y bajo el apartado del 14 de febrero:

'Para abolir las costumbres obscenas y supersticiosas de los chicos que escribían los nombres de las chicas, en honor de su diosa Juno Februata, el día quince de este mes, varios pastores sustituyeron los nombres poniendo en su lugar los de los santos de este día'.

Y a partir de Jack Oruch, que anotó la ingeniosa confusión de Butler, señaló además que fue adornada por Francis Douce, en sus Illustrations of Shakespeare, and of Ancient Manners (Ilustraciones de Shakespeare y de los modales antiguos), nueva edición. Londres, 1839, p. 470, tomando tal fiesta para las Lupercales, afirmando:

'Durante un gran mes de febrero ... en honor a Pan y Juno ... En esta ocasión, en medio de varias ceremonias, los nombres de las chicas se pusieron en una caja, de donde fueron extraídos por los chicos según un azar dirigido'. Douce repitió la descripción de Butler del intento de sustituir los nombres de las chicas por los de los santos, y concluía que 'como la fiesta de las Lupercales había comenzado a mediados de febrero, [los cristianos] parecen haber elegido el día de San Valentín para celebrar la nueva fiesta, porque ocurrió casi al mismo tiempo.'

Se supone que en pequeños papeles, los chicos escribirían los nombres de las chicas solteras de la comunidad y en honor de la diosa Juno Februata, al extraer al azar uno de los nombres por un joven soltero se formaba una pareja con una relación temporal durante los juegos eróticos que tenían lugar durante la fiesta y luego permanecían como pareja durante los siguientes 12 meses. Muchas veces estas prácticas derivaban en matrimonios que perduraban en el tiempo.